# Muskelsvindfonden
Muskelsvindfonden er en patientforening, der har til mål at forbedre vilkårene for folk med muskelsvind. Foreningen er stiftet i 1971 af den senere mangeårige formand Evald Krog. Foreningens formand er Simon Toftgaard Jespersen, der selv har muskelsvind. Han blev valgt i maj 2019 efter et kampvalg mod Lisbeth Koed Doktor, der 2016-2019 var formand efter Evald Krog.

## Indsamlingsaktiviteter
Muskelsvindfonden har årligt flere fundraising aktiviteter, de enten selv arrangerer, eller som de deltager i. Siden 1983 har Muskelsvindfonden i samarbejde med Tuborg arrangeret Grøn Koncert som Knud-Otto Kristoffersen Kjærulff stod for på daværende tidspunkt. Grøn Koncert - en koncertkaravane, som besøger 8 forskellige byer over 11 dage. Grøn Koncert er en unik festival i Danmark, da den samme scene, alle telte, alt hegnet omkring pladsen, og generelt alt udstyret, der bliver brugt til koncerten, bliver pakket ned efter hver koncert og genopført i en ny by den efterfølgende dag.
I 2009 valgte Muskelsvindfonden at indgå et samarbejde med DR om at lave Cirkus Summarum. Cirkus Summarum er en anderledes cirkusforestilling, der når ud til både børn og voksne, når kendte DR figurer som Rosa fra Rouladegade, Hr. Skæg, Bamse og Bruno synger og danser i manegen. Muskelsvindfonden har desuden et mangeårigt samarbejde med DR omkring afviklingen af Slotskoncerterne i Ledreborg.
Tidligere var det også Muskelsvindfonden, der arrangerede de populære Åh Abe koncerter, men flere omstændigheder gjorde, at Åh Abe ikke var økonomisk rentabel.
Muskelsvindfonden tager også del i Roskilde Festival med 7 boder fordelt over hele camping området og en enkelt ved Odeon.
Det Grønne Crew, eller Crewet, er alle de frivillige, der opsætter telte og scene og sælger en masse burgere, sandwich og pizza på bl.a. Grøn Koncert. Det Grønne Crew består af 1700 aktive frivillige, som hvert år bruger deres sommerferie på at samle penge ind til Muskelsvindfondens formål.
Under visionen om at være medskabere af et samfund med plads til forskelle bruger Muskelsvindfonden de indsamlede penge til at støtte og styrke mennesker med muskelsvind og deres pårørende og gennem handicap politiske indsatser øge fokusset på og vilkårene for folk med muskelsvind. Dette gøres bl.a. gennem RehabiliteringsCenter for Muskelsvind, som blev oprettet i 1985. Her bliver der både forsket i muskelsvind, men der gives også råd og vejledning til mennesker med muskelsvind og deres pårørende. Herudover driver Muskelsvindfonden Musholm Bugt FerieCenter - et handicapvenligt feriested, hvor alle lejligheder er indrettet med hjælpeudstyr til kørestolsbrugere.